# Sirio Piovesan
Sirio Piovesan (Venezia, 19 gennaio 1917 – Venezia, 26 maggio 2007) è stato un violinista italiano.

## Biografia
Sirio Piovesan fu avviato allo studio del violino all'età di 4 anni, studiando poi al Liceo Musicale "Benedetto Marcello" sotto la guida di Giuseppe Sacerdoti. Si diplomò a 16 anni e nel 1936 si affermò al Concorso della Società Umanitaria di Milano, vittoria che gli consentì di esibirsi al Teatro alla Scala.
Nel 1938, nonostante gli fosse stata offerta per chiara fama la cattedra di violino al Conservatorio di Venezia, si trasferì in Ungheria a Pècs per perfezionarsi con Ede Zathureczky (già allievo di Jenő Hubay). Nel 1940 vinse il primo premio al Concorso "Eduard Reményi" indetto dall'Accademia musicale Franz Liszt e nel 1942 ottenne la cattedra di violino presso il Conservatorio di Pècs.
Nel 1946 fu premiato al Concorso Internazionale di Ginevra e nel 1948 vinse il primo premio al Concorso "Béla Bartòk" di Budapest, dove eseguì il Concerto n. 2 per violino e orchestra del compositore ungherese (premio consegnatogli da Zoltán Kodály). In seguito, Piovesan fu ospite di prestigiose istituzioni musicali europee, quali i Berliner Philharmoniker, i Wiener Symphoniker, il Maggio Musicale Fiorentino e la Filarmonica di Budapest.
Nel 1942 Piovesan tenne il suo primo concerto come solista al Gran Teatro La Fenice. Da allora, per un quarantennio, il suo nome rimase strettamente legato alle stagioni del teatro veneziano. Da ricordare è la prima esecuzione italiana, nel 1953, proprio del Concerto n. 2 per violino di Béla Bartók, con l'Orchestra della Fenice diretta Ettore Gracis. Nel 2004 il Teatro La Fenice ha organizzato un concerto in suo onore, con la consegna, da parte del Comune di Venezia e della Regione Veneto, di due riconoscimenti per meriti artistici alla carriera.
In seguito al suo definitivo rientro in Italia, fu docente in numerosi conservatori e da ultimo (fino al 1978) in quello della sua città natale. Negli anni 1950-1960 si esibì in duo con i pianisti Nunzio Montanari e Isacco Rinaldi. 
Piovesan è morto a Venezia nel 2007, poco dopo aver compiuto 90 anni.

## Discografia parziale
- Bach: Partita n. 2 in re minore BWV 1004, per violino solo (LP 10", Fratelli Fabbri Editori iGMsc-102 | reg: Angelicum - Milano)[8]
- Beethoven: Sonata n. 9, op. 47 "A Kreutzer", per violino e pianoforte (Lino Rastelli | LP 10", Fratelli Fabbri Editori iGMsc-79 | reg: FFE Studio 7 - Milano)
- Corelli: Sonata in re minore, op. 5 n. 12 "La Follia", per violino e clavicembalo (Gianfranco Spinelli | LP 10", Fratelli Fabbri Editori iGMsc-106 | reg: FFE Studio 7 - Milano)